# SMS Moltke (1877)
SMS Moltke byla korveta třídy Bismarck postavená pro Císařské loďstvo (německy Kaiserliche Marine) v roce 1878.

## Kariéra

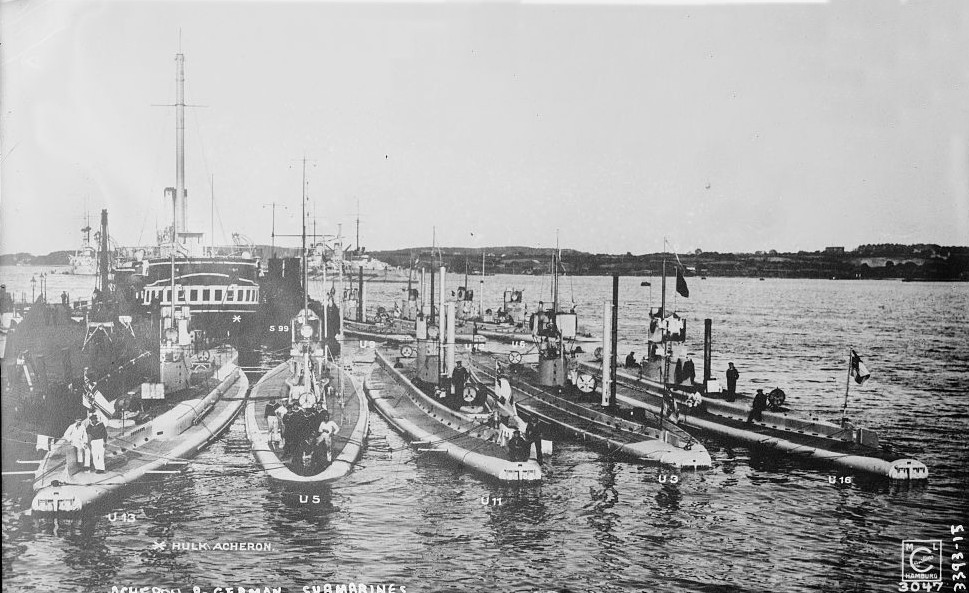
Acheron (ex. Moltke) jako hulk pro posádky ponorek

Loď sloužila jako školní loď. Dne 28. října 1911 byla přejmenována na Acheron aby se předešlo zmatení se jménem právě dokončovaného bitevního křižníku Moltke.
V roce 1918 byla přeměněna na hulk pro posádky ponorek a v roce 1920 zrušena.